# Одил ван Аанхолт
Одил ван Аанхолт (на нидерландски: Odile van Aanholt) е холандска ветроходка в клас 49erFX, трикратна световна шампионка от 2021 г., 2022 и 2024 г. и олимпийска златна медалистка от Олимпийските игри в Париж през 2024 г.

## Биография
Ван Аанхолт е родена на 14 януари 1998 г. в Кюрасао и израства с четирима братя и сестри, като всички се занимават с ветроходство. Ван Аанхолт се състезава от 2013 г., когато е на 14 години и участва в първенството по ветроходство на Южна Америка.
Състезава се с Анет Дьоц, с която печели световните си титли през 2022 г. и 2024 г. и олимпийското злато в Париж през 2024 г.